# Équipe du Cameroun féminine de cricket
L'équipe du Cameroun féminine de cricket est l'équipe qui représente le Cameroun en cricket féminin international. En avril 2018, le Conseil international du cricket (ICC) a accordé le statut complet de Women's Twenty20 International (WT20I) à tous ses membres. Par conséquent, tous les matchs de Twenty20 joués entre les Camerounaises et les autres membres de l'ICC depuis le 1er juillet 2018 sont des matchs WT20I à part entière,.
En décembre 2020, l'ICC a annoncé la voie de qualification pour la Coupe du monde féminine T20 de l'ICC 2023. L'équipe féminine du Cameroun a fait ses débuts dans un événement féminin de l'ICC, lorsqu'elle a joué dans le groupe des qualifications pour la Coupe du monde féminine T20 de l'ICC 2021 en Afrique.

## Records et statistiques

### Résumé du match international - Cameroun féminin
| Format                  | M | W | L | T | NR | Match inaugural   |
| ----------------------- | - | - | - | - | -- | ----------------- |
| Twenty20 Internationals | 4 | 0 | 4 | 0 | 0  | 12 septembre 2021 |

### Bilan des T20I contre d'autres nations
| Opposant     | M | W | L | T | NR | Premier match     | Première victoire |
| ------------ | - | - | - | - | -- | ----------------- | ----------------- |
| Namibie      | 1 | 0 | 1 | 0 | 0  | 14 septembre 2021 |                   |
| Nigeria      | 1 | 0 | 1 | 0 | 0  | 13 septembre 2021 |                   |
| Sierra Leone | 1 | 0 | 1 | 0 | 0  | 15 septembre 2021 |                   |
| Ouganda      | 1 | 0 | 1 | 0 | 0  | 12 septembre 2021 |                   |